# Zakład Ubezpieczeń Społecznych
Zakład Ubezpieczeń Społecznych (Instituut voor Sociale Verzekeringen, ZUS) is het Poolse staatsorgaan dat verantwoordelijk is voor uitvoering van taken op het gebied van de sociale zekerheid in Polen. Deze taken zijn vastgelegd in de Poolse Wet op de Sociale Verzekeringen van 13 oktober 1998 en het statuut van het ZUS. De voorzitter van het ZUS wordt rechtstreeks benoemd door de premier.
Het ZUS is 1934 ontstaan uit de fusie van een vijftal instellingen. In 1955 werd het ZUS per decreet opgeheven, waarbij de taken werden overgenomen door de vakbonden, de nationale raden en het Ministerie van Arbeid en Sociale Zaken, en vervolgens in 1960 weer in ere hersteld.

## Taken
Het ZUS is in Polen verantwoordelijk voor:
- de tenuitvoerlegging van de wetten op het gebied van sociale verzekeringen
- het innen van socialeverzekeringspremies
- het beheer over de middelen uit het Fonds voor Sociale Verzekeringen (FUS) en enkele andere fondsen
- het vaststellen wanneer iemand recht heeft op een sociale uitkering
- het uitbetalen van sociale uitkeringen
- het verrichten van medische keuringen en verstrekken van arbeidsongeschiktheidsverklaringen
- de tenuitvoerlegging van internationale verdragen op het gebied van sociale zekerheid.

De verzekeringspremies op het gebied van pensioen, arbeidsongeschiktheid, ziekte en ongevallen worden door het ZUS zelf beheerd. Andere premies, te weten voor de ziektekostenverzekering, het Arbeidsfonds (FP), het Fonds voor Gegarandeerde Werknemersvoorzieningen (FGŚP) en het Fonds voor Overbruggingspensioenen (FEP, een soort VUT-regeling), worden door het ZUS geïnd en doorgesluisd naar andere instellingen.